# جيمس إتش تشارلزورث
جيمس إتش تشارلزورث (بالإنجليزية: James H. Charlesworth)‏ هو أستاذ جامعي أمريكي، ولد في 30 مايو 1940 في سانت بيترسبرغ في الولايات المتحدة.